# 옥천초등학교 (경기)
옥천초등학교는 대한민국 경기도 양평군 옥천면 옥천리에 있는 공립 초등학교이다.

## 학교 연혁
- 1932년 12월 10일 옥천공립보통학교 개교(설립인가 7월 5일)
- 1938년 4월 1일 옥천공립심상소학교로 개칭[1]
- 1941년 4월 1일 옥천공립국민학교로 개칭[2]
- 1980년 12월 30일 병설유치원 설치
- 1983년 3월 1일 특수학급(1학급) 설치
- 1994년 2월 28일 갈현분교 통합
- 1996년 3월 1일 옥천초등학교로 개칭[3]
- 1997년 4월 1일 학교운영위원회 조직
- 2000년 11월 15일 구강보건실 설치
- 2004년 9월 1일 방과후 돌봄교실 설치
- 2007년 3월 1일 농산어촌 도예교실 운영
- 2011년 6월 8일 통학차량 및 교직원 주차장 준공
- 2013년 7월 12일 고읍골 책누리 도서 구입
- 2015년 10월 1일 다목적 체육관(고읍관) 및 교직원 주차장 완공
- 2018년 9월 1일 제24대 신영희 교장 부임
- 2019년 1월 10일 제84회 졸업장 수여식(누계 6639명)

2022년 1월 4일 제87회 졸업장 수여식

## 참고 자료
- 옥천초등학교 - 한국교육학술정보원 학교알리미